# Кер, Джон, 1-й герцог Роксбург
Джон Кер, 1-й герцог Роксбург (англ. John Ker, 1st Duke of Roxburghe; 30 апреля 1680 — 27 февраля 1741) — шотландский аристократ, пэр и политик.

## Биография
Родился 30 апреля 1680 года. Второй сын Роберта Кера, 3-го графа Роксбурга (ок. 1658—1682), и Маргарет Хэй (1657—1753), дочери Джона Хэя, 1-го маркиза Твиддейла (1625—1697). Его старшим братом был Роберт Кер, 4-й граф Роксбург (ок. 1677—1696), а младшим братом — достопочтенный Уильям Кер (? — 1741), генерал британской армии, воевавший на континенте под командованием герцога Мальборо и присутствовавший при битве при Шерифмуре. В 1714 году он служил слугой в опочивальне принца Уэльского и был членом Палаты общин от Бервика и Дайсарт-Бургс.
13 июля 1696 года, после смерти своего холостого и бездетного старшего брата Роберта, Джон Кер унаследовал титул 5-го графа Роксбурга.
В 1704 году Джон Кер был назначен государственным секретарем Шотландии, и он помог осуществить унию с Англией, получив титул 1-го герцога Роксбурга в 1707 году за его услуги в этой связи. Это было последнее создание герцогского титула в системе Пэрства Шотландии. 28 мая 1707 года он был принят в состав Лондонского Королевского общества.
Герцог Роксбург был пэром-представителем от Шотландии в четырёх парламентах. Король Великобритании Георг I сделал его тайным советником и хранителем Тайной печати Шотландии, и он был верен королю во время восстания якобитов в 1715 году. Он служил государственным секретарем Шотландии в британском парламенте с 1716 по 1725 год, но он выступал против солодового налога, и в 1725 году сэр Роберт Уолпол добился его увольнения с должности.
В апреле 1727 года Кер был одним из шести носильщиков гроба сэра Исаака Ньютона в Вестминстерском аббатстве. Он был одним из первых управляющих госпиталем подкидышей, благотворительной организацией, созданной королевской хартией 17 октября 1739 года.

## Личная жизнь
1 января 1707/1708 года герцог Роксбург женился на вдове леди Мэри Сэвил (18 мая 1677 — 19 сентября 1718). Леди Мэри была единственным ребёнком Дэниела Финча, 7-го графа Уинчилси (1647—1730). От первого брака с Уильямом Сэвилом, 2-м маркизом Галифаксом (1665—1700), она была матерью леди Мэри Сэвил (1700—1751), которая вышла замуж за Саквиля Тафтона, 7-го графа Танета, и леди Дороти Сэвил (166—1758), которая вышла замуж за Ричарда Бойля, 3-го графа Бёрлингтона. У супругов родился единственный сын:
- Роберт Кер, 2-й герцог Роксбург (около 1709 — 20 августа 1755), который женился на своей кузине Эссекс Мостин, старшей дочери сэра Роджера Мостина, 3-го баронета[6].

Герцогиня Роксбург умерла 19 сентября 1718 года, а герцог умер 27 февраля 1741 года. Сначала он был похоронен в своем семейном склепе под Боуден-Кирком. Позже его останки были перенесены в Роксбургский придел, примыкающий к аббатству Келсо. После его смерти его единственный сын Роберт Кер, граф Кер из Уэйкфилда с 1722 года, стал 2-м герцогом Роксбурга.

## Титулатура
- 5-й граф Роксбург (с 13 июля 1696)
- 5-й лорд Кер из Кессфорда и Кавертауна (с 13 июля 1696)
- 5-й лорд Роксбург (с 13 июля 1696)
- 1-й герцог Роксбург (с 25 апреля 1707)
- 1-й маркиз Боумонт и Кессфорд (с 25 апреля 1707)
- 1-й виконт Броксмут (с 25 апреля 1707)
- 1-й граф Келсо (с 25 апреля 1707)
- 1-й лорд Кер из Кессфорда и Кавертауна (с 25 апреля 1707).